# 新沃洛德米里夫卡 (斯卡多夫斯克區)

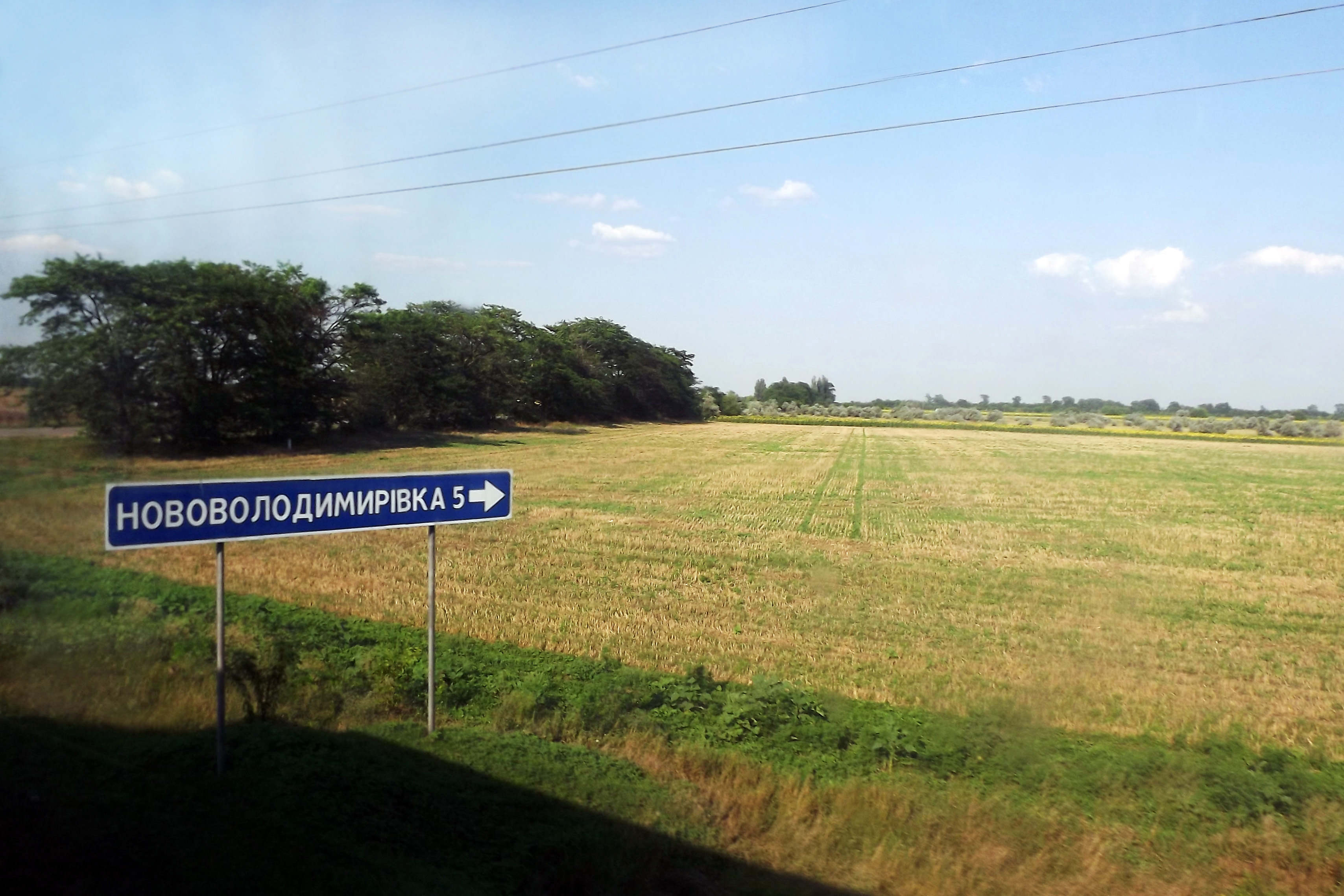
路牌

46°14′52″N 32°23′37″E / 46.24778°N 32.39361°E
新沃洛德米里夫卡（烏克蘭語：Нововолодимирівка）是位於烏克蘭南部的村莊，由赫爾松州斯卡多夫斯克區的多利馬蒂夫卡市鎮負責管轄。該村始建於1805年，面積4平方公里，海拔高度13米，2001年人口1,046，人口密度每平方公里261.5人。